# 卵裂黄鹌菜
卵裂黄鹌菜（学名：Youngia pseudosenecio），为菊科黄鹌菜属下的一个植物种。